# Hans Jüptner von Jonstorff

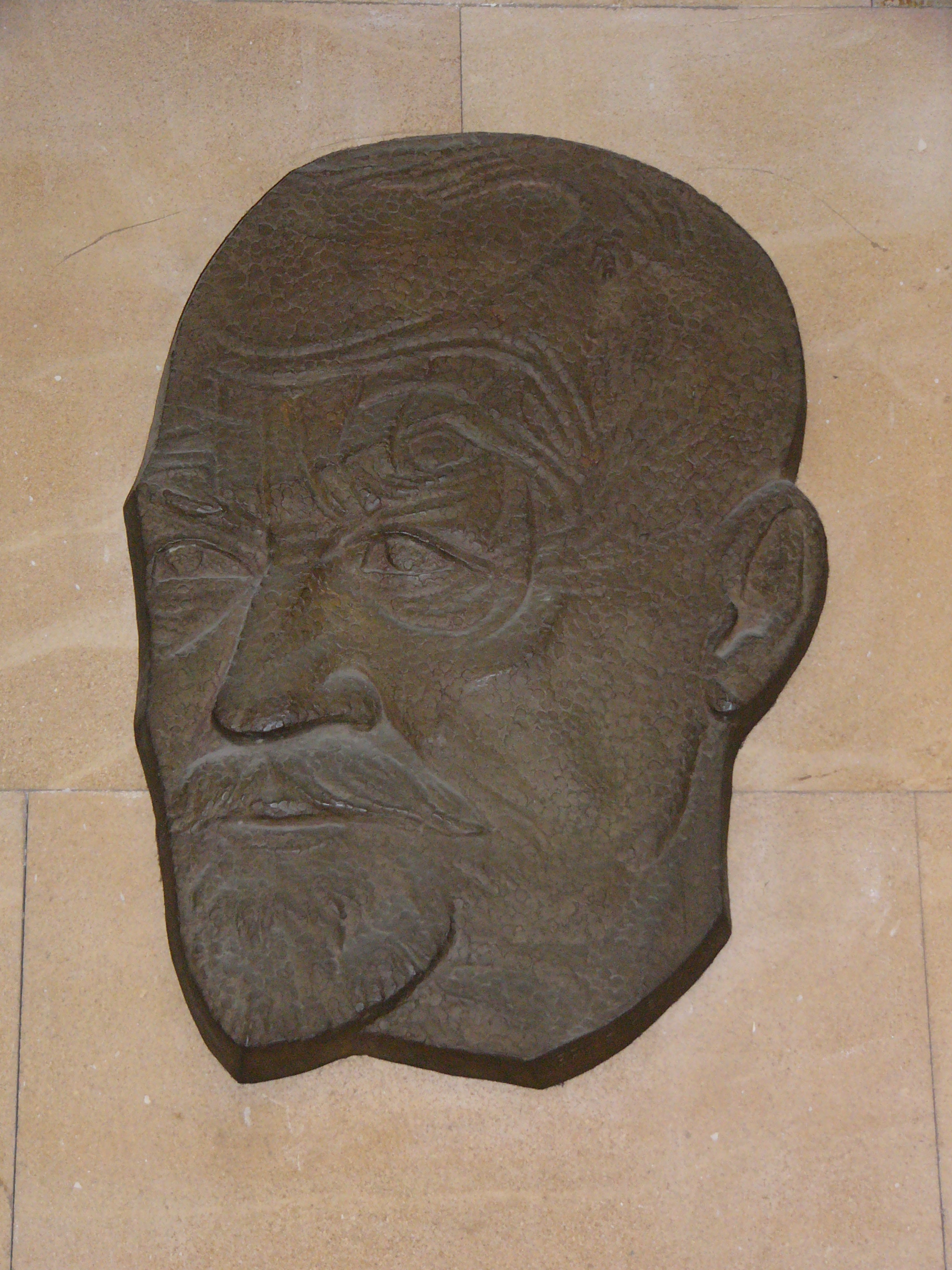
Gedenktafel Hans Jüptner von Jonstorffs in Wien

Hans Jüptner von Jonstorff (manchmal auch Hans Jüptner-Jonstorff) (* 22. Mai 1853 in Wien; † 6. September 1941 ebenda) war ein österreichischer Chemiker und Wegbereiter der wissenschaftlichen Metallurgie.

## Leben und Wirken
Hans Jüptner von Jonstorff studierte von 1870 bis 1874 Chemie und Metallurgie an der Technischen Hochschule Wien. Von 1882 bis 1902 war er bei der Österreichisch-Alpinen Montangesellschaft als Chemiker beschäftigt. Im Jahr 1899 habilitierte er sich an der Montanistischen Hochschule Leoben, 1903 wurde er an der Technischen Hochschule Wien Professor für chemische Technologie anorganischer Stoffe. Schwerpunkte seiner wissenschaftlichen Beschäftigung waren das Eisenhüttenwesen, die Metallurgie, die Feuerungstechnik sowie die physikalische Chemie.
Im Studienjahr 1910/11 wurde er zum Rektor der Technischen Hochschule Wien gewählt. 1910 berief er die erste Wiener Rektorenkonferenz ein, 1911 organisierte er die erste Österreichische Universitätenkonferenz, an der bis auf die Universität Wien alle österreichischen Universitäten teilnahmen.
1912 wurde er Mitglied der Leopoldina. Er war seit 1906 Mitglied der Verbindung Cruxia Leoben (seit 1913 Leobener akademische Burschenschaft Cruxia).
Im Jahr 1963 wurde in Wien-Donaustadt (22. Bezirk) die Jüptnergasse nach ihm benannt.

## Schriften
- 1900–1904: Grundzüge der Siderologie. (3 Bände)
- 1905–1908: Lehrbuch der chemischen Technologie der Energien. (3 Bände)
- 1916: Eine einfache Methode zur Ermittlung des Heizwertes von Steinkohlen.
- 1917: Das Eisenhüttenwesen. Eine Übersicht seiner Entwicklung sowie seiner kulturellen und wirtschaftlichen Bedeutung.
- 1919: Beziehungen zwischen den mechanischen Eigenschaften, der chemischen Zusammensetzung, dem Gefüge und der Vorbehandlung von Eisen und Stahl.
- 1920: Die Heizgase der Technik.
- 1922: Die Verhinderung von Härterissen in Werkzeugstahl.
- 1924: Die Reduktion der Eisenerze in elektrischen Öfen.
- 1927: Allgemeine Energiewirtschaft. Eine kurze Übersicht über die uns zur Verfügung stehenden Energieformen und Energiequellen sowie die Möglichkeit, sie in Privat- und Volkswirtschaft, im Gemeinde- und Staatsleben auszunützen.
- 1927: Wärmetechnische Grundlagen der Industrieöfen. Eine Einführung in die Wärmelehre und gedrängte Übersicht über die verschiedenen Arten von Brennstoffen und ihre Verwertung.